# Kraekermolen

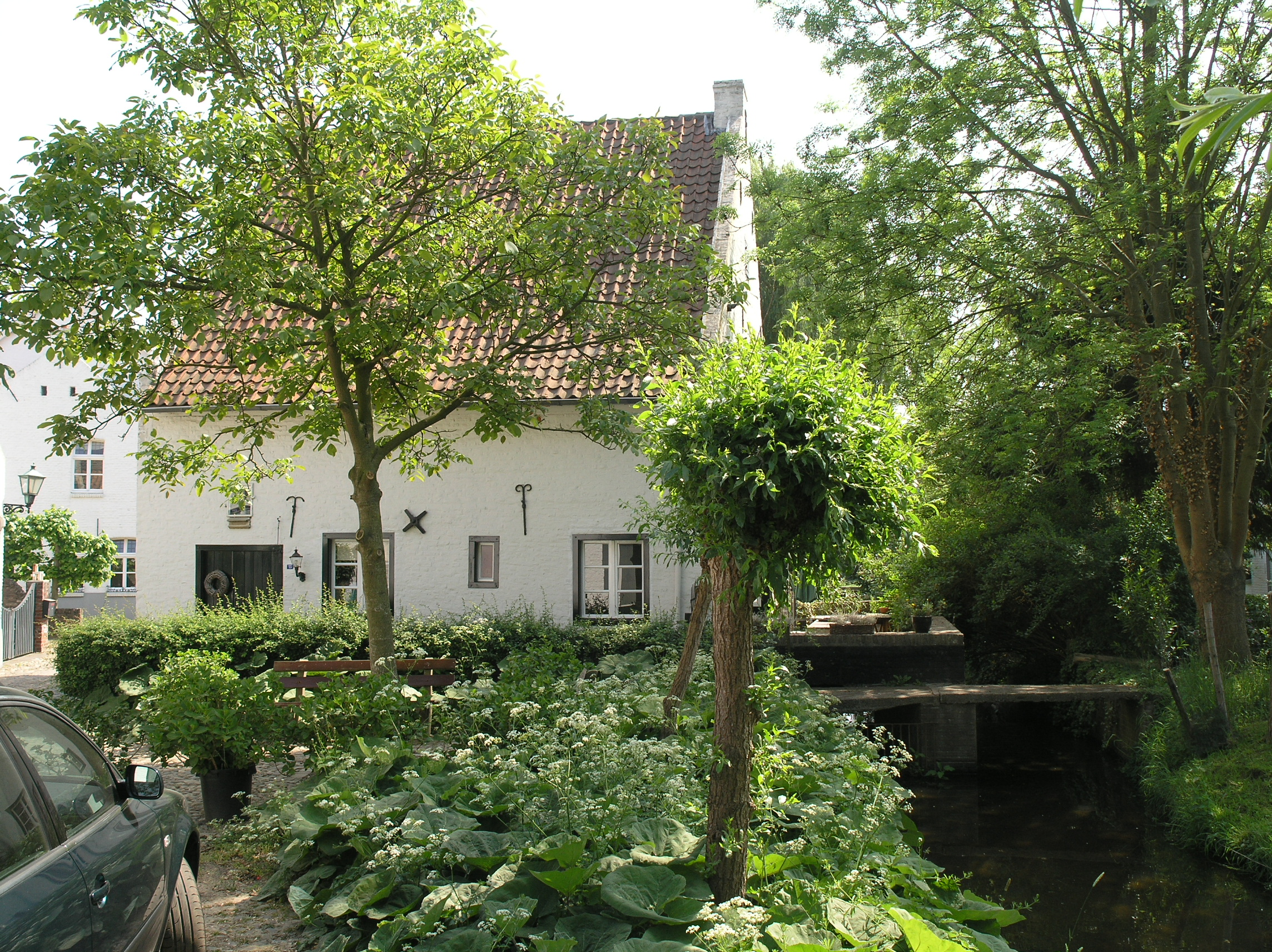
Kraekermolen

De Kraekermolen is een voormalige watermolen op de Thornerbeek, gelegen aan Beekstraat 13 te Thorn.
Deze onderslagmolen deed dienst als korenmolen.

## Geschiedenis
Deze molen was de bovenste van de twee molens op de Thornerbeek die Thorn rijk was. De onderste molen was de Stijffkensmolen. Hij ontleent zijn naam aan het herenhuis "De Kraek", wat de kern van een landgoed was waarin de molen lag.
Reeds in de 14e eeuw bevond zich een watermolen op deze plaats. De molen werd in 1613 gekocht door Abdis Anna van der Mark en kwam in 1631 aan het kapittel van Thorn. In 1880 werd het molenhuis ingrijpend verbouwd, waarbij het waterrad en de maalsluis in het gebouw kwamen te liggen. Ook werd toen het strodak door een pannendak vervangen. Kort na 1930 werd een elektromotor geplaatst die het maalwerk kon aandrijven als er te weinig water beschikbaar was.
In 1959 werd het bedrijf gestaakt en het waterrad verwijderd. In 1963 werd het gebouw verkocht aan een particulier, die in 1965 de molen ombouwde tot woonhuis en weefatelier. Hoewel het huis schilderachtig oogt, is er aan de buitenzijde van de oorspronkelijke functie nauwelijks meer iets waar te nemen. Aan de binnenzijde valt aan het authentieke balkenplafond af te leiden dat er een molenfunctie is geweest.
Opmerking: Boven de toegangsdeur bevindt zich, in een nis, het beeld van Johannes van Nepomuk.